# Cryptops floridanus
Cryptops floridanus är en mångfotingart som beskrevs av Chamberlin 1925. Cryptops floridanus ingår i släktet Cryptops och familjen Cryptopidae. Inga underarter finns listade i Catalogue of Life.